# Chartocerus bengalensis
Chartocerus bengalensis is een vliesvleugelig insect uit de familie Signiphoridae. De wetenschappelijke naam is voor het eerst geldig gepubliceerd in 2004 door Hayat.